# Panilurus agasthyamalaiensis
Panilurus agasthyamalaiensis es una especie de insecto coleóptero de la familia Chrysomelidae. Fue descrita científicamente en 2005 por Prathapan & Viraktamath.